# Ensign N175
La Ensign N175 è una monoposto di Formula 1, costruita dalla scuderia britannica Ensign per partecipare al campionato mondiale di Formula Uno del 1975. 

## Sviluppo
La vettura venne progettata dal team britannico per partecipare al campionato mondiale del 1975.

## Tecnica
Come telaio la N175 impiegava un monoscocca in alluminio, mentre il propulsore era un Ford Cosworth DFV V8 gestito da un cambio manuale Hewland FG 400 a cinque marce. Le gomme erano fornite inizialmente dalla Goodyear, mentre l'impianto frenante era costituito da quattro freni a disco.

## Attività sportiva
La vettura venne introdotta alla fine del campionato 1975 per correre gli ultimi tre gran premi. Pilotata da Chris Amon e Roelof Wunderink, ottenne come miglior risultato due dodicesimi posti ai GP d'Austria e d'Italia.